# Bedřich Fučík

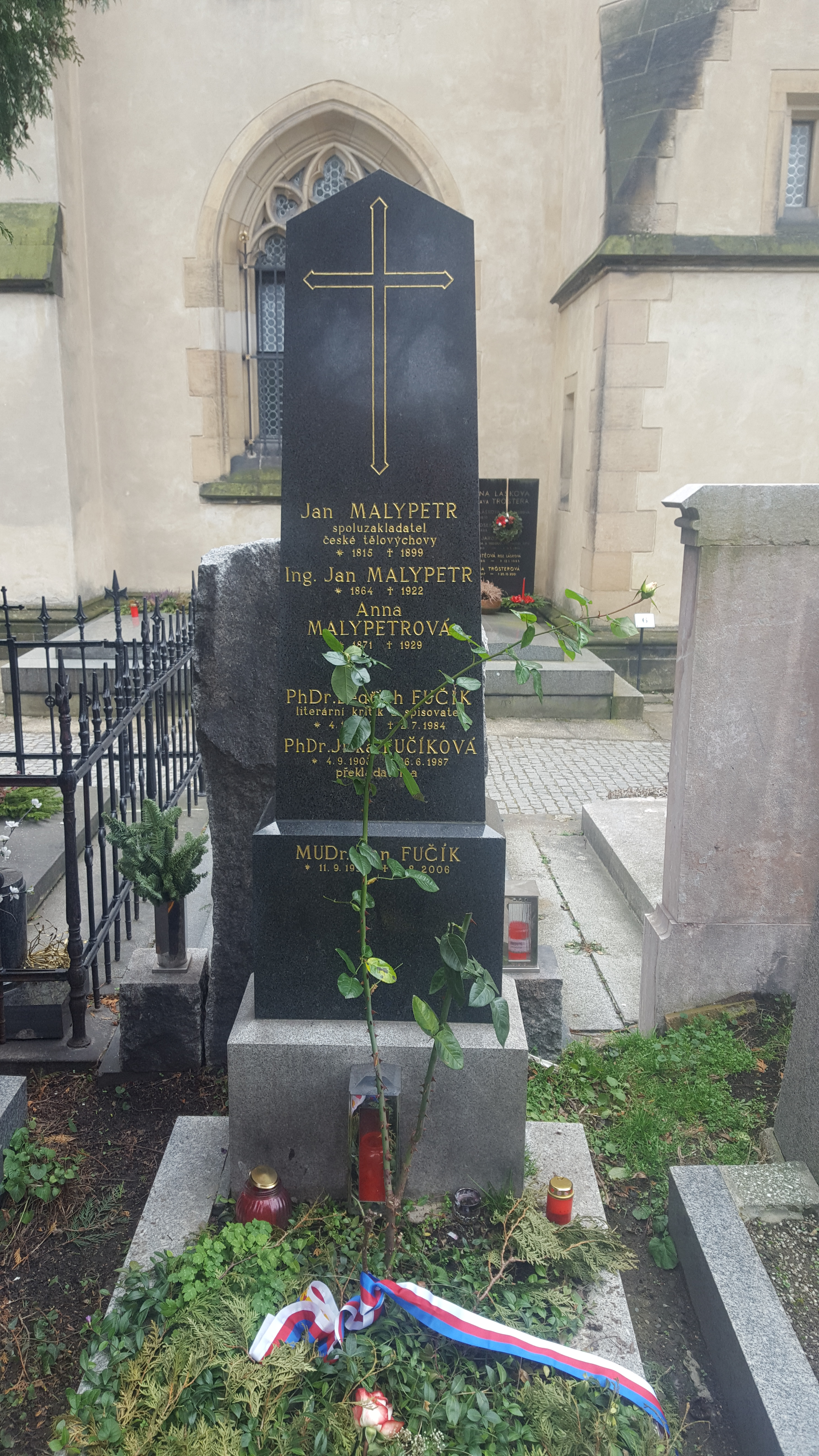
Náhrobek Bedřicha Fučíka, jeho manželky Jitky a syna Jana na vyšehradském hřbitově

Bedřich Fučík (4. ledna 1900 Čáslavice – 2. července 1984 Praha) byl český literární kritik, historik, editor a překladatel.
V období tzv. normalizace užíval pro svoje překlady pseudonymy Václav Horák nebo Bedřich Dvořák. Manžel překladatelky Jitky Fučíkové. Patří mezi katolicky orientované literární kritiky.

## Vzdělání a kariéra
Bedřich Fučík maturoval roku 1920 na gymnáziu v Třebíči, poté studoval srovnávací literaturu na Filozofické fakultě UK, kde v roce 1927 získal doktorát. Poté byl až do roku 1931 redaktorem literárního měsíčníku Tvar.
Roku 1928 byl tajemníkem a od 1929 ředitelem nakladatelství Melantrich, kterým zůstal až do roku 1939. Poté se stal šéfredaktorem nakladatelství Josef Richard Vilímek, kde působil až do roku 1943.
Roku 1945 se stal vrchním ředitelem nakladatelských a knihkupeckých podniku Československé strany lidové (Vyšehrad a Universum). Po roce 1948 byl korektorem v nakladatelství Vyšehrad až do zatčení v roce 1951. Roku 1952 byl ve vykonstruovaném procesu s tzv. „klerofašistickou odnoží zelené internacionály“ odsouzen k 15 letům vězení. Propuštěn byl na základě amnestie v roce 1960, roku 1967 byl rehabilitován. Vždy se snažil o vydávání dobré a kvalitní literatury bez ohledu na politické konotace nebo biografii jejích autorů, a proto především v Melantrichu v jeho éře vycházely knihy katolíků i komunistů (jmenujme např. V. Vančuru).
Jako editor uspořádal mj. dílo F. X. Šaldy a řadu výborů české katolické skupiny, především Jakuba Demla, Jana Zahradníčka a Jana Čepa. Editorské činnosti se věnoval i v samizdatu (spolu s Vladimírem Binarem založil edici Rukopisy VBF).
Nejpřehlednějším Fučíkovým životopisem je monografie Roberta Saka nazvaná Život na vidrholci (2004).

## Dílo

### Vlastní knihy
- O knihu pro mládež, 1941.
- Sedmero zastavení, 1977 samizdat, Praha: Kvart 1975xx; Mnichov: Karel Jadrný 1981. 108 s. ISBN 3-922810-04-7.
- Osmero zastavení, 1982 samizdat, Praha: Krameriova expedice 1982xx.
- Čtrnáctero zastavení, 1985 samizdat; 1. vyd. Praha: Melantrich: Arkýř, 1992. 357 s. ISBN 80-70-23-109-2; 2. vyd. Praha: Triáda, 2016. 424 s. ISBN 978-80-7474-180-7.
- Zpovídání, 1989 Toronto, 1994.
- Píseň o zemi, 1985 samizdat, 1994.
- Setkávání a míjení, 1988 samizdat, 1995.
- Zakopaný pes, aneb, O tom, jak, proč a kde vznikla některá slova, jména, rčení, úsloví, pořekadla a přísloví, 1992.
- Kritické příležitosti, dva díly 1998 a 2002.
- Rodná krajina básníkova, 2003.
- Listovní příležitosti, 2003, korespondence.
- Paralipomena, 2006.

### Překlady (výběr)
- Conrad Ferdinand Meyer: Svatba mnichova (1930).
- Arnold Ulitz: Londýnský kejklíř (1940), s Jitkou Fučíkovou.
- Frederick Marryat: Ztroskotání Pacificu (1948), pod pseudonymem Václav Horák, přepracováno roku 1971 pod názvem Ztroskotání Pacifiku aneb Kormidelník Wlnovský.
- Ivan Alexandrovič Gončarov: Všední příběh (1951), pod pseudonymem Václav Horák.
- Saki: Kruté šprýmy (1961), pod pseudonymem Bedřich Dvořák.
- Oskar Maria Graf: Kam se schováš, človíčku? (1964), pod pseudonymem Bedřich Dvořák.
- Max Brod:  Život plný bojů (1966).
- Hans Fallada: Kdo už jednou seděl v base (1967).
- Max Brod: Pražské hvězdné nebe (1969).
- Willa Sibert Catherová: Smrt si jde pro arcibiskupa (1970).

Mimo této tvorby je autorem mnoha článků, esejí a kritik, které uveřejňoval v časopisech Listy pro umění a kritiku, Tvar, Akord, Vyšehrad. Dále je autorem celé řady překladů. Kompletní bibliografii obsahuje doplňkový svazek Díla Bedřicha Fučíka Paralipomena (autorka bibliografie Zuzana Jürgensová; Praha, Triáda 2006, s. 369–490).